# Neonesiotes hamatus
Espèce
Neonesiotes hamatus est une espèce d'araignées aranéomorphes de la famille des Linyphiidae.

## Distribution
Cette espèce est endémique des îles Carolines.

## Publication originale
- Beatty, Berry & Millidge, 1991 : The linyphiid spiders of Micronesia and Polynesia, with notes on distributions and habitats. Bulletin of the British Arachnological. Society, vol. 8, no 9, p. 265-274.